# Jean VI de Mecklembourg
Pour les articles homonymes, voir Jean VI.
Jean VI (1439-1474) est un duc de Mecklembourg.

## Biographie
Il est le second fils du duc Henri IV de Mecklembourg et de sa femme Dorothée, fille du margrave Frédéric Ier de Brandebourg.
Son premier acte officiel documenté (avec son père) date de 1451. En 1464, il s'occupe avec son frère Albert VI de Mecklembourg-Güstrow de l'apanage de plusieurs amts et ne prit plus part active dans le gouvernement.
Un contrat signé en 1472 convenant d'un mariage en 1474 avec Sophie, fille du duc Éric II de Poméranie, ne peut être honoré du fait de sa mort. La dernière mention de son nom apparaît sur un document du 20 mai 1474. Lors d'un voyage en Franconie pour se rendre chez son oncle, le prince-électeur Albert III Achille de Brandebourg, il contracte la peste à Kulmbach. Il est probablement enterré dans la cour du monastère Saint-Klaren, dans le Vogtland.

## Source de la traduction
- (de) Cet article est partiellement ou en totalité issu de l’article de Wikipédia en allemand intitulé « Johann VI. (Mecklenburg) » (voir la liste des auteurs).